# Teglio
Teglio är en ort och kommun i provinsen Sondrio i regionen Lombardiet i Italien. Kommunen hade 4 561 invånare (2018).